# Violettes bressanes
Actualités
Les Violettes bressanes est un club féminin français de rugby à XV dont l'équipe seniors évolue en Fédérale 1 du championnat de France féminin de rugby à XV. Il est basé à Bourg-en-Bresse. C'est le doyen des clubs féminins, les premières bressanes ont chaussé les crampons en 1966,.
Son nom vient de la couleur des maillots violets prêtés par l'USB (aujourd'hui USBPA), club phare de la ville, surnommés « Les violets », officiellement à partir de 1970 lors de sa création.

## Présentation
Le club a disputé 11 finales sur 17 du championnat de France féminin de première division entre 1974 et 1990 mais ne l'a remporté que 3 fois : en 1974, 1981 et 1989 (doublé).
Deux autres titres nationaux : Championnes de France Groupe B en 1992 et de 2ème division en 2000. 
L'équipe joue ses matches à domicile au stade Henry-Fléchon. Celui-ci fut le Président du club de 1974 à 1986 et président de l'Association française de rugby féminin de 1975 à 1984.
En septembre 2020, une convention est signée avec l'US bressane.
Le club forme les jeunes avec son équipe U18 qui dispute le championnat. Elles participent aux détections de la Ligue AuRA. Une section sportive au lycée Carriat peut désormais les accueillir. La saison 2021-22 verra la création s'une section « rugby santé ».

## Identité

### Couleurs
L'équipe évolue en violet.

### Logos
Un logo inspiré de celui du club professionnel de l'USBPA est adopté en 2020, en parallèle de la convention d'association signée avec ce dernier.

Ancien logo.
Logo jusqu'en 2020.
Logo depuis 2020.

## Palmarès
- Championnat de France féminin de rugby à XV :
  - Vainqueur : 1974, 1981 et 1989 (doublé) 1992 (groupe B), 2000 (2e division)
  - Finaliste : 1976, 1977, 1980, 1982, 1983, 1985, 1988, 1990, 1993 (9).
- Coupe de France féminine de rugby à XV :
  - Vainqueur : 1989 et 1990

### Finales jouées
| Compétition  | Date de la finale | Vainqueur              | Finaliste              | Score   | Lieu de la finale    | Spectateurs |
| ------------ | ----------------- | ---------------------- | ---------------------- | ------- | -------------------- | ----------- |
| 1re division | 1974              | Violettes bressanes    | FC Auch                | 25-10   | La Voulte-sur-Rhône  |             |
| 1re division | 1976              | Toulouse Fémina Sports | Violettes bressanes    | 8-3     | Castres              |             |
| 1re division | 1977              | Toulouse Fémina Sports | Violettes bressanes    | 12-7    | Montaigut-le-Blanc   |             |
| 1re division | 1980              | Toulouse Fémina Sports | Violettes bressanes    | 7-0     | Montaigut-le-Blanc   |             |
| 1re division | 1981              | Violettes bressanes    | Coquelicots de Tournus | 10-3    | Montaigut-le-Blanc   |             |
| 1re division | 1982              | Toulouse Fémina Sports | Violettes bressanes    | 7-0     | Montaigut-le-Blanc   |             |
| 1re division | 1983              | La Teste               | Violettes bressanes    | 10-0    | Tulle                |             |
| 1re division | 1985              | Toulouse Fémina Sports | Violettes bressanes    | 6-0     | Montaigut-le-Blanc   |             |
| 1re division | 1988              | La Teste               | Violettes bressanes    | 8-0     | Anglet               |             |
| 1re division | 1989              | Violettes bressanes    | AS Romagnat            | 19-12   | Montaigut-le-Blanc   |             |
| 1re division | 1990              | Saint-Orens            | Violettes bressanes    | 7-6     | Tours                |             |
| Groupe B     | 1992              | Violettes bressanes    | Arrudy                 |         | -                    |             |
| 1re division | 1993              | Saint-Orens            | Violettes bressanes    | 13-3    | L'Isle-sur-la-Sorgue |             |
| 2e division  | 2000              | Violettes bressanes    | AS Béziers             | 20 - 13 | Privas               |             |

## Personnalités du club

### Joueuses emblématiques
Une trentaine de Violettes ont porté le maillot de l'équipe de France[réf. nécessaire]
- Andrée Forestier fut la première présidente.
- Sylvie Girard qui détient le record de matches avec le club.
- Viviane Bérodier , première licence en 75-76, entraîneur, puis présidente.
- Séverine Nallet, sœur aînée de Lionel Nallet a joué au club, devenant notamment championne de France en 1989[5].
- La mère de Julien Caminati a joué avec les Violettes
- Emmanuelle Perret[6].

### Entraîneurs
- Chevat et Ianiro
- Claude Izoard
- Patrice Revol
- Alain Petitjean
- Paul Pelletier
- Patrick Boz
- Fred Sulpice
- Pierre Josserand
- Stéphanie Maréchal
- Viviane Bérodier
- Samuel Jouannault
- Philippe Baretta
- Dominique Badino
- Jean Jacques Labalme
- Eric Goubel
- Vincent Delmas
- Edouard De Lilla
- Christophe Curtil

### Présidents
- Andrée Forestier (1970-1973)
- Giroflier (1973-1974)
- Henri Flechon (1974-1986)
- Jean Pierre Charnay (1986-1992)
- Jean Pierre Sulpice (1992-2001)
- Danèle Corsain (2001-2008)
- Brigitte Olmos (2008-2011)
- Régine Pacaud (2011-2013)
- Viviane Bérodier (2014 - 2018)
- Marlène Besson (2018 - 2019)
- Aurélie Pesenti et Viviane Bérodier (2020 -2021)
- Viviane Bérodier